# Aria (Name)
Aria (persisch آریا) ist ein im persischen Sprachraum sowie in Indien weit verbreiteter männlicher und weiblicher Vorname. Seine Bedeutung ist „edel“, „ehrenhaft“ oder „rein“. In der Avesta, dem heiligen Buch des Zoroastrismus, tauchten die heutigen Tadschiken und Iraner unter dem Namen Arya (oder zu deutsch „Arier“) auf. Als „Aryas“ bezeichneten sich jene iranischen Völker, die 2000 v. Chr. ins Iranische Hochland einwanderten und zu den Vorfahren der heutigen Perser (Tadschiken), Kurden, Paschtunen und Belutschen wurden, sowie der Indoarier, die nach Indien einwanderten.
Aria (ܐܪܝܐ) ist auch ein aramäischer Männername. Seine Bedeutung ist Löwe.
In Europa ist Aria zugleich auch ein weiblicher italienischer Vorname, der auf Deutsch übersetzt so viel wie „Luft“ bedeutet.
Varianten des Namens sind Arian, Aryan, Arya und Aaryan.

## Bekannte Namensträger
- Aria Curzon, US-amerikanische Schauspielerin
- Aria Giovanni, US-amerikanische Pornodarstellerin und Model
- Aryan Khan, afghanischer Schauspieler
- Aryan Vaid, indisches Model
- Aria Wallace, US-amerikanische Schauspielerin

### Fiktive Charaktere
- Arya, Elfe in Eragon
- Aria Montgomery, Figur in Pretty Little Liars
- Arya Stark, Figur in Das Lied von Eis und Feuer und dessen Adaption Game of Thrones
- Aria, Figur in der Buchreihe Mystic City
- Aria de Luca, Figur im Computerspiel Tom Clancy’s Rainbow Six Siege
- Aria T'Loak, Figur im Computerspiel Mass Effect